# Bigfoot County
Bigfoot County  est un film américain réalisé par Stephon Stewart, sorti en 2012 directement en vidéo.

## Fiche technique
- Titre original : Bigfoot County
- Réalisation : Stephon Stewart
- Scénario :
- Musique :
- Société de production :
- Société de distribution :
- Pays d'origine :  États-Unis
- Lieu de tournage :  Siskiyou County,  Californie
- Langue originale : anglais
- Genre : Horreur
- Durée : 1h22 (82 minutes)
- Budget :
- Dates de sortie :  
  - États-Unis : 11 décembre 2012

## Distribution
- Stephon Stewart : Stephon Lancaster
- Davee Youngblood : Davee Lancaster
- Shy Pilgreen : Shy Driskell
- Sam Ayers : Travis
- Don Scribner : Stranger
- Stranger Brad S. Clayton : Townie
- Michael Villar : Store Clerk
- Joey Napoli : Townie
- Johnnie Colter : Interviewee